# Euceros digitalis
Euceros digitalis är en stekelart som beskrevs av Walley 1932. Euceros digitalis ingår i släktet Euceros och familjen brokparasitsteklar. Inga underarter finns listade i Catalogue of Life.